# Abus Magomedov
 (avril 2025).
Pour les articles homonymes, voir Magomedov.
 (juillet 2024).
La mise en forme du texte ne suit pas les recommandations de Wikipédia : il faut le « wikifier ».
Les points d'amélioration suivants sont les cas les plus fréquents. Le détail des points à revoir est peut-être précisé sur la page de discussion.
- Les titres sont pré-formatés par le logiciel. Ils ne sont ni en capitales, ni en gras.
- Le texte ne doit pas être écrit en capitales (les noms de famille non plus), ni en gras, ni en italique, ni en « petit »…
- Le gras n'est utilisé que pour surligner le titre de l'article dans l'introduction, une seule fois.
- L'italique est rarement utilisé : mots en langue étrangère, titres d'œuvres, noms de bateaux, etc.
- Les citations ne sont pas en italique mais en corps de texte normal. Elles sont entourées par des guillemets français : « et ».
- Les listes à puces sont à éviter, des paragraphes rédigés étant largement préférés. Les tableaux sont à réserver à la présentation de données structurées (résultats, etc.).
- Les appels de note de bas de page (petits chiffres en exposant, introduits par l'outil «  Source ») sont à placer entre la fin de phrase et le point final[comme ça].
- Les liens internes (vers d'autres articles de Wikipédia) sont à choisir avec parcimonie. Créez des liens vers des articles approfondissant le sujet. Les termes génériques sans rapport avec le sujet sont à éviter, ainsi que les répétitions de liens vers un même terme.
- Les liens externes sont à placer uniquement dans une section « Liens externes », à la fin de l'article. Ces liens sont à choisir avec parcimonie suivant les règles définies. Si un lien sert de source à l'article, son insertion dans le texte est à faire par les notes de bas de page.
- La présentation des références doit suivre les conventions bibliographiques. Il est recommandé d'utiliser les modèles {{Ouvrage}}, {{Chapitre}}, {{Article}}, {{Lien web}} et/ou {{Bibliographie}}. Le mode d'édition visuel peut mettre en forme automatiquement les références.
- Insérer une infobox (cadre d'informations à droite) n'est pas obligatoire pour parachever la mise en page.

Pour une aide détaillée, merci de consulter Aide:Wikification.
Si vous pensez que ces points ont été résolus, vous pouvez retirer ce bandeau et améliorer la mise en forme d'un autre article.
Abusupiyan Magomedov, dit Abus Magomedov, né le 2 septembre 1990 au Daghestan en Russie, est un pratiquant allemand d'origine daghestanaise d'arts martiaux mixtes (MMA). Il combat dans la catégorie des poids moyens à l'Ultimate Fighting Championship, où il est actuellement classé 15e.

## Biographie
Abus Magomedov a commencé à lutter quand il était enfant. La tradition des arts martiaux au Daghestan et ses affinités personnelles l'ont amené à se consacrer à ce sport en tant que professionnel. Après que sa famille ait émigré en Allemagne, Abus Magomedov a développé ses compétences grâce au kickboxing. À l'âge de 20 ans, il est devenu professionnel.

## Palmarès en arts martiaux mixtes
| 35 combats     | 28 victoires | 6 défaites |
| Par KO         | 14           | 2          |
| Par soumission | 8            | 2          |
| Sur décision   | 6            | 2          |
| Sans décision  | 1            | 1          |

| Résultat | Record | Adversaire        | Méthode                             | Événement                                                    | Date             | Round | Temps | Lieu                              | Notes                     |
| -------- | ------ | ----------------- | ----------------------------------- | ------------------------------------------------------------ | ---------------- | ----- | ----- | --------------------------------- | ------------------------- |
| Victoire | 28-6-1 | Michel Pereira    | Décision unanime                    | UFC on ESPN: Garry vs. Prates                                | 26 avril 2025    | 3     | 5:00  | Kansas City, Missouri, États-Unis |                           |
| Victoire | 27-6-1 | Brunno Ferreira   | Soumission (étranglement bras-tête) | UFC 308                                                      | 26 octobre 2024  | 3     | 3:14  | Abu Dhabi, Émirats Arabes Unis    |                           |
| Victoire | 26-6-1 | Warley Alves      | Décision unanime                    | UFC Fight Night: Barboza vs. Murphy                          | 18 mai 2024      | 3     | 5:00  | Las Vegas, Nevada, États-Unis     |                           |
| Défaite  | 25-6-1 | Caio Borralho     | Décision unanime                    | UFC Fight Night: Almeida vs. Lewis                           | 4 novembre 2023  | 3     | 5:00  | Sao Paulo, Brésil                 |                           |
| Défaite  | 25-5-1 | Sean Strickland   | TKO (coups de poing)                | UFC on ESPN: Strickland vs. Magomedov                        | 1er juillet 2023 | 2     | 4:20  | Las Vegas, Nevada, États-Unis     |                           |
| Victoire | 25-4-1 | Dustin Stoltzfus  | TKO (coups de poing)                | UFC Fight Night: Gane vs. Tuivasa                            | 3 septembre 2022 | 1     | 0:19  | Paris, France                     | Performance de la soirée. |
| Victoire | 24-4-1 | Cezariusz Kesik   | Soumission (guillotine choke)       | KSW 57                                                       | 19 décembre 2020 | 2     | 1:43  | Lodz, Pologne                     |                           |
| Victoire | 23-4-1 | Slavis Simeunovic | Soumission (kimura)                 | EMC 3 - Elite MMA Championship 3                             | 4 mai 2019       | 1     | 0:47  | Dusseldorf, Allemagne             |                           |
| Défaite  | 22-4-1 | Louis Taylor      | KO (coup de poing)                  | Professional Fighters League - 2018 Season PFL Championships | 31 décembre 2018 | 1     | 0:33  | New York, États-Unis              |                           |